# Exochus testaceus
Exochus testaceus är en stekelart som beskrevs av Valentina I. Tolkanitz 1999. Exochus testaceus ingår i släktet Exochus och familjen brokparasitsteklar. Inga underarter finns listade i Catalogue of Life.